# 암군강
암군강(Amgun, 러시아어: Амгу́нь)은 러시아 하바롭스크 지방에 있는 강이다. 아야키트강과 술루크강의 합류로 형성되어 북동쪽으로 흐르다가 아무르강의 좌안으로 합류한다. 합류점은 아무르강 하구로부터 상류로 146km 떨어진 지점이며, 이 강어귀에 명나라 시대부터 요새였던 티르(Тыр) 마을이 있다. 강의 길이는 723km, 유역의 넓이는 약 55,500 제곱킬로미터이다. 주요 지류로 니멜렌강이 있다. 강에는 시베리아연어, 곱사연어, 철갑상어, 잉어 등 물고기가 풍부하다.

## 같이 보기
- 러시아의 강 목록